# Wiesław Łyszczek
Wiesław Łyszczek (ur. 31 sierpnia 1956) – polski kierowca, inspektor pracy i urzędnik państwowy, w latach 2017–2020 Główny Inspektor Pracy.

## Życiorys
Ukończył studia z zakresu administracji publicznej na Wyższej Szkole Administracji i Zarządzania w Przemyślu. Był kuratorem sądowym dla spółek prawa handlowego oraz biegłym sądowym z zakresu BHP i czasu pracy kierowców. Od 1995 do 1998 ławnik w Sądzie Rodzinnym Sądu Rejonowego w Rzeszowie. W 2008 ukończył aplikację inspektorską, w 2015 awansowany na starszego inspektora pracy.
Od 1980 działacz NSZZ „Solidarność” przy MPK Rzeszów, gdzie od 2000 pozostawał członkiem Rady Rewizyjnej w Rzeszowie. 13 grudnia 1981 brał udział w strajku. Od 1991 do 1997 pracował w branży transportowej, następnie w latach 1997–2001 zatrudniony jako starszy inspektor w Oddziale Kontroli Legalności Zatrudnienia w Wojewódzkim Urzędzie Pracy w Rzeszowie, a następnie w Powiatowym Urzędzie Pracy. Później zatrudniony był od 2002 do 2007 jako specjalista w Oddziale Kontroli Legalności Zatrudnienia Wydziału Polityki Społecznej Podkarpackiego Urzędu Wojewódzkiego w Rzeszowie. W 2006 współpracował z Lechem Kaczyńskim przy tworzeniu ustawy o PIP. Od 1 lipca 2007 przeniesiony do Okręgowego Inspektoratu Pracy w Rzeszowie, gdzie od 8 września 2016 pełnił obowiązki okręgowego inspektora pracy. 10 października 2017 powołany na stanowisko Głównego Inspektora Pracy. 14 września 2020 złożył dymisję z zajmowanej funkcji, po tym, jak media oskarżyły go o przyznanie samemu sobie premii.